# Diplocladius kamitertius
Diplocladius kamitertius är en tvåvingeart som beskrevs av Sasa 1991. Diplocladius kamitertius ingår i släktet Diplocladius och familjen fjädermyggor. Inga underarter finns listade i Catalogue of Life.